# Neognatostomats
Els neognatostomats (Neognathostomata) són un superordre d'equinoïdeus irregulars. Es coneixen fòssils des del Juràssic Inferior (Toarcià).

## Taxonomia
El superordre Neognathostomata inclou més de 1.000 espècies, la gran majoria fòssils (només 175 actuals), en tres ordres:
- Ordre Cassiduloida Claus, 1880
- Ordre Clypeasteroida A. Agassiz, 1872
- Ordre Echinolampadoida Kroh & Smith, 2010

## Galeria

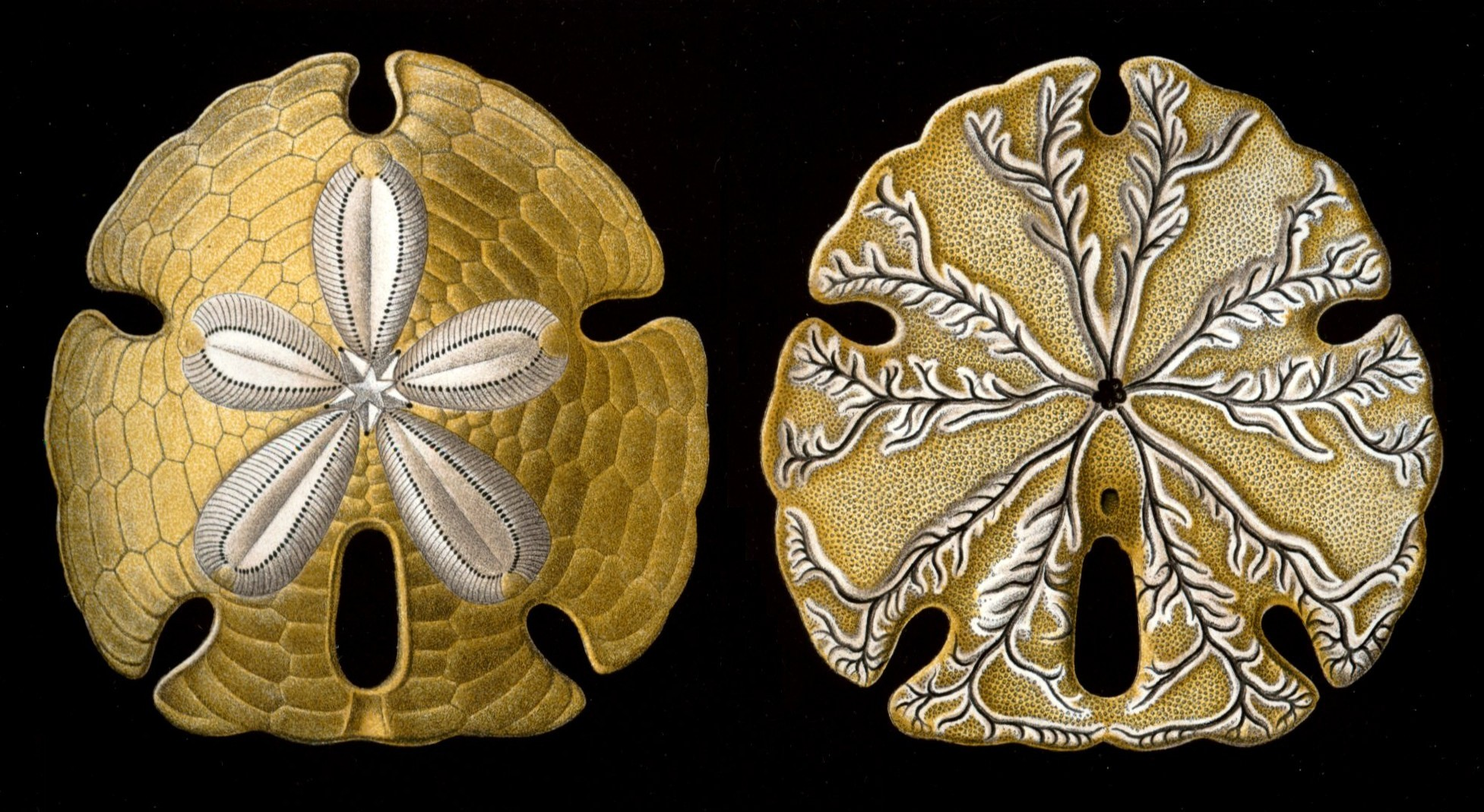
Encope emarginata (dibuix d'Ernst Haeckel).
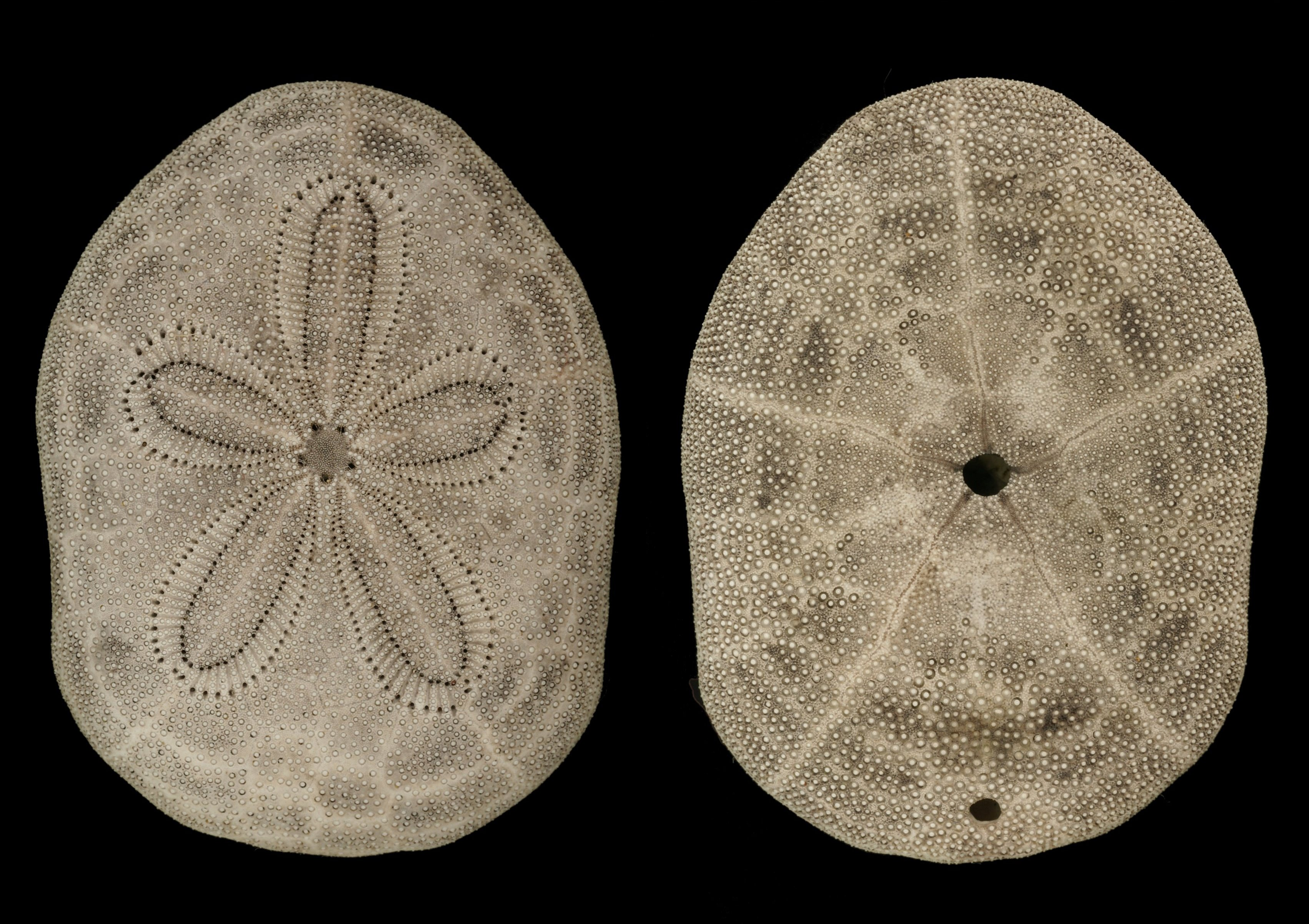
Clypeaster reticulatus
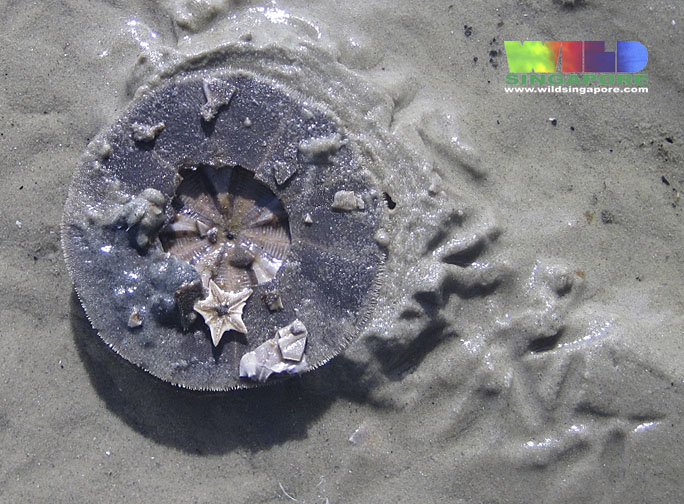
Arachnoides placenta .
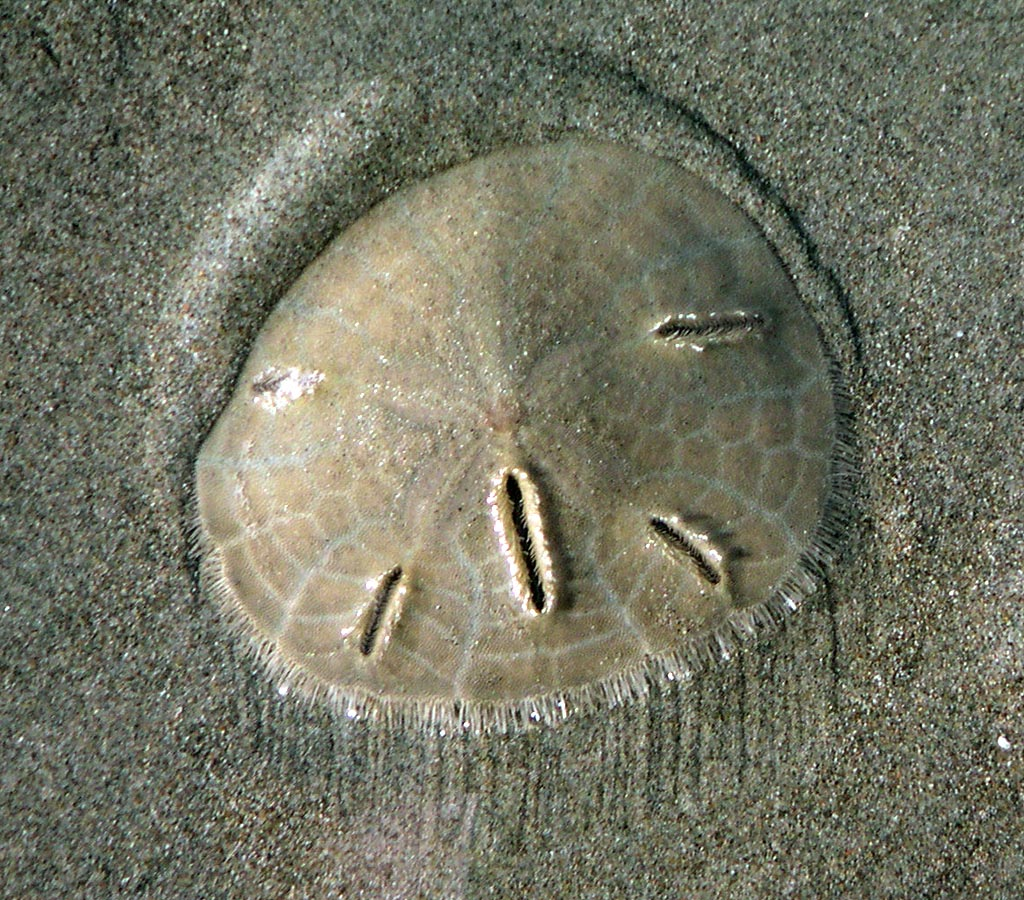
Mellita longifissa.